# 박의중
박의중(朴宜中, 1337년 ~ 1403년)은 고려 말 조선 초의 문신이다. 본관은 밀양(密陽), 초명은 박실(朴實), 자는 자허(子虛), 호는 정재(貞齋)이다.

## 생애
1362년(공민왕 11) 문과에 장원으로 급제하여 전의직장(典儀直長)이 되었고, 거듭 승진해 헌납(獻納)과 사예(司藝)를 거쳤다.
우왕(禑王)조에 문하사인(門下舍人)에서 좌사의대부(左司議大夫)로 승진했는데, 1382년(우왕 8) 정리(鄭釐)와 함께 우왕의 행실에 대해 상소로 간언했으나 회답을 받지는 못했다.
1385년(우왕 11) 성균관대사성(成均館大司成)으로 옮겼다가 다시 밀직제학(密直提學)으로 옮겨 재추의 반열에 들었고, 1388년(우왕 14)에 명에 사신으로 가 철령(鐵嶺) 이북의 땅을 반환해 줄 것을 요청하여 관철시켰다.
이 때 그의 청렴함에 탄복한 요동호송진무(遼東護送鎭撫) 서현(徐顯) 덕에 황제와 접견할 수 있었고, 황제에게 후대를 받았다.
이 공으로 창왕(昌王)이 즉위한 후 추성보조공신(推誠補祚功臣)에 책록되었고, 1390년(공양왕 2) 김사형(金士衡)과 함께 동지경연사(同知經筵事)를 겸임했다.
같은 해 서운관(書雲觀)에서 이미 개경의 지운(地運)이 다하였다는 이유를 들어 도읍을 한양으로 옮겨야 한다는 상소가 있자, 왕이 박의중에게 의견을 구했는데, 이 때 그는 참위(讖緯)의 학설이 허황되고, 당시의 민심이 불안함을 역설하며 이에 반대했다.
얼마 후 예문관제학(藝文館提學)·성균관대사성에 임명되었다가, 조선이 건국되자 정도전, 정초 등과 함께 고려국사 편찬에 참여했다.
태종(太宗)이 그를 검교참찬의정부사(檢校參贊議政府事)로 임명하고 여러 차례 불렀으나, 끝내 나아가지고 않고 불사이군의 충절을 지켰다
향년 67세로 졸했으며, 문경(文敬)이라는 시호를 받았다. 박의중과 숙부 박인익의 묘지는 옥정 마을에서 약 2km 떨어진 김제시 상동동 삼수동 마을에 있는데 그의 후손들은 이 곳에 재각을 짓고 정재박의중을 밀양박씨 정재공파의 파조로 섬기고년 3월 제사를 지내고 있다.

## 기타
이색이 정재기를 지었고, 그의 후학인 권근이 태종 1년(1401년) 스승을 위하여 '자허설'을 지었다. 그가 죽은 뒤 동향의 제자 변계량이 만장을 들었고, 성리학의 영향을 가장 많이 받았던 권근이 제문을 지어 그를 떠나 보냈다. 저서로는 『정재고』가 있다.
박의중은 『고려사』 열전에 보일 정도로 고려조의 중요한 인물이었으나 그가 살아간 시대는 대외적으로 원명(元明) 교체기였고, 대내적으로는 고려가 무너지고 조선 왕조가 들어서는 격변기였다. 당시 고려는 오랜 기간에 걸친 무신정권의 하극상과 원의 간섭으로 국가적 기틀이 뿌리채 흔들렸고, 대내외적으로도 정치적 대응력을 상실한 상태였다. 이러한 시기에 정치인이 아닌 순순한 학자로써 박의중은 조선조가 들어서면서 잊혀진 인물이 되었다.

## 가계
- 증조 - 박성(朴諴)[4] : 검교군기감(檢校軍器監), 증 예빈윤(禮賓尹)
  - 조부 - 박화(朴華, 1252년 ~ 1336년)[4] : 밀직사부사(密直司副使)·상호군(上護軍)
    - 아버지 - 박인기(朴仁杞) : 판도총랑(版圖摠郞)
    - 어머니 - 젅
      - 씨 이 첫째 부인 - 별장(別將) 이수창(李壽昌)의 딸[3]
      - 둘째 부인 - 대제학(大提學) 한탑(韓塔)의 딸[3]
        - 장남 - 박경문朴景문감사헌북감찰 증 통정대부참의
        - 차남 - 박경무(朴景武) 문과부사
        - 3남 - 박경빈朴景贇) 문과 주부 참의 증 호조참판
        - 사위 - 이안우(李安愚, ? ~ 1424년)[5] : 공조참판

※자녀들은 어머니가 미상이다.

## 같이 보기
- 신진 사대부
- 철령위